# Salon de la photo de Paris
Le Salon de la Photo est un salon consacré à la photographie qui se déroule depuis 2007, tous les ans en octobre ou novembre à Paris, au Parc des expositions de la porte de Versailles jusqu'en 2019 puis à la grande halle de la Villette à partir de 2022.
En 2018, le Salon de la Photo se déroule du 8 au 12 novembre.

## Liste des événements
| Année | Professionnels | Presse | Grand public | Total  |
| ----- | -------------- | ------ | ------------ | ------ |
| 2007  | 3 710          | 309    | 44 360       | 48 379 |
| 2008  | 6 517          | 372    | 46 410       | 53 299 |
| 2009  | 10 757         | 286    | 40 717       | 51 760 |
| 2010  | 10 827         | 502    | 65 602       | 76 932 |
| 2011  |                |        |              | 71 805 |
| 2012  |                |        |              | 80 612 |
| 2013  |                |        |              | 85 526 |
| 2014  |                |        |              | 76 342 |
| 2015  |                |        |              | 72 302 |
| 2016  |                |        |              | 70 513 |
| 2017  |                |        |              | 67 059 |
| 2018  |                |        |              | 60 885 |
| 2019  |                |        |              | 61 044 |
| 2022  |                |        |              | 30 000 |
| 2023  |                |        |              |        |